# Stigmaria
Stigmaria is de verzamelnaam voor de versteende wortelstronken van de soorten uit de geslachten: Lepidodendron en Sigillaria. 

## Beschrijving
Ze vertegenwoordigen de ondergrondse wortelstructuren van lycopside bomen uit kolenbossen zoals Sigillaria en Lepidodendron. Deze moerasbossen groeiden tot vijftig meter en werden verankerd door een uitgebreid netwerk van vertakkende ondergrondse structuren met 'worteltjes' eraan bevestigd. Analyse van de morfologie en anatomie van deze systemen suggereert dat ze shoot-achtig waren en daarom worden ze wortelstokken of rizoforen genoemd. De wortelstokken van Stigmaria waren meestal bedekt met een spiraalvormig patroon van cirkelvormige littekens waaraan 'worteltjes' waren bevestigd. Omdat de systemen van Stigmaria scheutachtig waren, konden deze 'worteltjes' gemodificeerde bladeren zijn, aangepast om de functie van wortels te dienen. Sommige paleontologen beweren echter dat de 'worteltjes' echte wortels waren, met een complexe vertakkingsstructuur en wortelharen, vergelijkbaar met de wortels van de dichtstbijzijnde levende verwant van Lepidodendron, de quillworts (geslacht Isoetes).
In sommige lagen (afzettingen) tussen de steenkoollagen komen deze fossielen veelvuldig voor (versteende woudbodem), we spreken dan ook wel van Stigmarialagen.